# Geffen Records
Geffen Records este o casă de discuri americană, fondată în octombrie 1980 de David Geffen. Inițial o divizie de muzică a Geffen Pictures, este deținută de facțiunea Interscope Geffen A&M Records (IGA) a Universal Music Group (UMG). Printre artiștii care au semnat un contract cu Geffen Records se numără Nirvana, Guns n' Roses Cher, Aerosmith, Nelly Furtado, Elton John, Rob Zombie, Toni Braxton, Donna Summer, Snoop Dogg, Sonic Youth și Pussycat Dolls.